# قيصرية موريطنية
قيصرية موريطانيا أو القيصرية (باللاتينية: Caesarea Mauretaniae) كانت مستعمرة رومانية قديمة في موريطانيا القيصرية. وهي مدينة قديمة على ساحل البحر المتوسط من الجزائر. كانت عاصمة موريطانيا القيصرية. وعاصمة للملك النوميدي جوبا الثاني وإحدى أهم مدن الساحل الغربي لشمال إفريقيا. وتسمى اليوم شرشال بالجزائر الحديثة.

## التاريخ

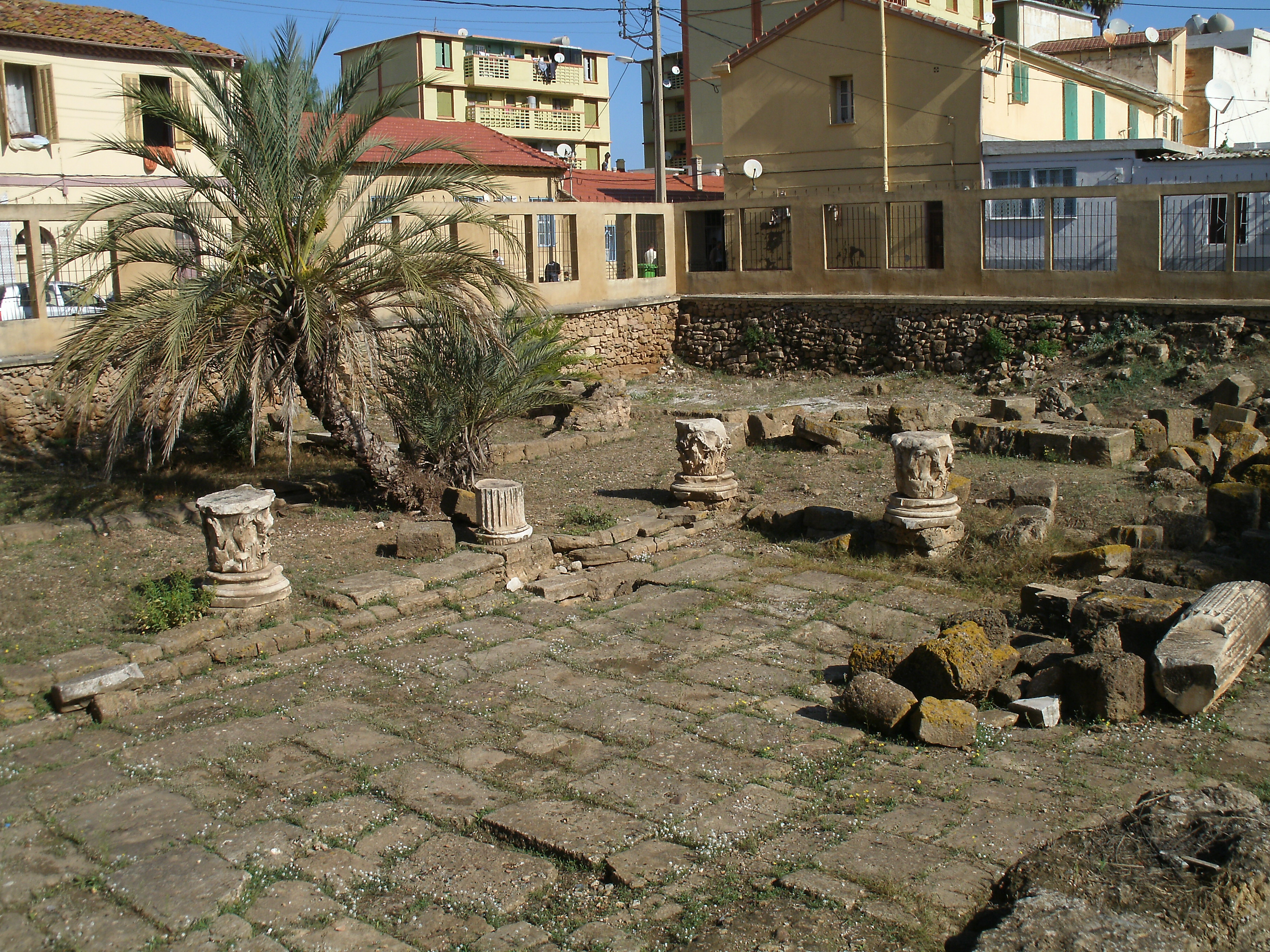
المنتدى في شرشال

تأسست المدينة في القرن الرابع قبل الميلاد. من طرف الفينيقيين تحت اسم إيول أو يول. تم دمج إيول في المرة الأولى في مملكة نوميديا، تحت سيطرة موريطانيا بعد سقوط يوغرطا في 105 قبل الميلاد. أعيد بناء المدينة في 25 قبل الميلاد. من قبل جوبا الثاني، تحت اسم قيصرية موريطانيا، وأصبحت مركز الهيلينية في شمال أفريقيا. أصبحت سنة 40 بعد الميلاد عاصمة مقاطعة موريطانيا القيصرية الرومانية، التي تمتد إلى المحيط الأطلسي، ثم حصلت في عهد كلود على حقوق مستعمرة.
جعل جوبا الثاني من عاصمتها مدينة مهمة، محاطة بضميمة  وتصور وفقًا لمبادئ الحضارة الإغريقية الرومانية. أظهرت تماثيله الهلنستية ذات الجودة الاستثنائية والفسيفساء في منزله اللاحق ثراء الطبقة الحاكمة. تشهد أنقاض المعابد والآثار الرومانية على هذه الفترة.
كانت المدينة التي بناها جوبا الثاني محاطة بجدار مستمر بطول 4 460 م، يُحتمل أنه كان مكتمل بواسطة جدار بحري، ويحيط بـ 370 هكتار. الجزء الشمالي من المنطقة فقط محدد، وهذا يعني أن الهضبة الساحلية ذات عرض في هذه المكان من 400 م إلى 500 م ، بُنيت بالفعل لأسباب تجمع بين الضرورات الاستراتيجية ورغبة التباهي، على ما يبدو، تم بناء المتراس الجنوبي على ارتفاع 200م على حافة الهضبة المطلة على المدينة وأدرج مدرج كامل من التلال في المجمع تتقارب خصائص جدران قيصرية هذه من جدران المدن الهلنستية، وهذا فقط لأنه من غير المرجح أن أغسطس سمح للملك الأصلي بالحصول على مثل هذه القوة التي طالما تم رفض منح جوبا الثاني أول تشييد لهذه المجمع.
وقد وهب الملك المدينة مبانٍ عامة والتي أصبحت سمة من سمات المدينة الرومانية. يُعتبر مسرحه، مع مسرح يوتيكا عندها كانت عاصمة مقاطعة إفريقيا، الأقدم في منطقة شمال إفريقيا وواحد من أقدم المسارح الرومانية في منطقة غرب البحر المتوسط ؛ إنه معاصر لمسرح مارسيلوس في روما. تم بناء المدرج الروماني الخاص به وفقًا لتصميم خاص مدفوعا بالرغبة في امتلاك مبنى كبير بما يكفي لتقديم عروض لمحاربة الوحوش أو مجموعات من المصارعين وبسبب التاريخ المبكر لبنائه. بعد وفاة جوبا، تولى ابنه بطليموس السلطة لكنه اغتيل في ليون في 40 م من قبل الإمبراطور كاليجولا ومنذ ذلك الحين أصبحت العاصمة مستعمرة رومانية بسيطة عاصمةً للمقاطعة.
في وقت مبكر من القرن الثاني، كانت تمارس المسيحية في قيصرية. في العصور القديمة المتأخرة، كانت المدينة مركزًا للدوناتية.
تقع أطلال المدينة الواسعة خارج مدينة شرشال الحالية.

## وصلات خارجية
- موسوعة برينستون للمواقع الكلاسيكية (الإنجليزية)

## قائمة المراجع
- Picard، Gilbert (1975). "La date du théâtre de Cherchell et les débuts de l'architecture théâtrale dans les provinces romaines d'Occident". محاضر الجلسات في أكاديمية النقوش والآداب الجميلة، العام 119 ع. 3: 386-397. مؤرشف من الأصل في 2019-08-01.
- (بالألمانية)

- Christa; Kleinefenn, Florian (2006). Die römischen Skulpturen von Caesarea Mauretaniae. Denkmäler aus Stein und Bronze: Idealplastik : Bacchus und Gefolge ; Masken ; Fabelwesen ; Tiere ; Bukranien ; nicht benennbare Figuren 3 3 (بالألمانية). ISBN:978-3-8053-3441-9. OCLC:929104128. Archived from the original on 2019-12-12.
- Pius Bonifacius (1957). Series episcoporum Ecclesiae catholicae (بالألمانية) (464 ed.). Graz: Akademische Druck- u. Verlagsanstalt. OCLC:222366386. Archived from the original on 2019-12-12.
- Steph. Antonius (1816). Africa christiana (باللاتينية). Brixiae. pp. 114–115. OCLC:68636597. Archived from the original on 2019-12-12.
- A; Van Cauwenbergh, Étienne (1953). "Césarée de Numidie" في Dictionnaire d'histoire et de géographie ecclésiastiques. 12, 12, (بالفرنسية). Paris: Letouzey et Ané. ISBN:978-2-7063-0181-0. OCLC:491325043. Archived from the original on 2019-12-12.

- J. Mesnage, L'Afrique chrétienne, Paris 1912, pp. 406–407